# Coupe du monde masculine de hockey sur gazon 1986
Navigation
Édition précédente Édition suivante
La 6e édition de la coupe du monde de hockey sur gazon a lieu du 4 au 19 octobre 1986 à Londres en Angleterre.

## Tour préliminaire

### Poule A
| Équipe           | PJ | V | N | D | BP | BC | Diff | Pts |
| ---------------- | -- | - | - | - | -- | -- | ---- | --- |
| Angleterre       | 5  | 4 | 0 | 1 | 9  | 4  | 5    | 8   |
| URSS             | 5  | 4 | 0 | 1 | 6  | 1  | 5    | 8   |
| Pays-Bas         | 5  | 4 | 0 | 1 | 5  | 2  | 3    | 8   |
| Argentine        | 5  | 1 | 1 | 3 | 5  | 7  | −2   | 3   |
| Pakistan         | 5  | 1 | 0 | 4 | 8  | 13 | −5   | 2   |
| Nouvelle-Zélande | 5  | 0 | 1 | 4 | 5  | 11 | −6   | 1   |

### Poule B
| Équipe               | PJ | V | N | D | BP | BC | Diff | Pts |
| -------------------- | -- | - | - | - | -- | -- | ---- | --- |
| Australie            | 5  | 4 | 1 | 0 | 24 | 6  | 18   | 9   |
| Allemagne de l'Ouest | 5  | 2 | 3 | 0 | 9  | 4  | 5    | 7   |
| Pologne              | 5  | 2 | 1 | 2 | 8  | 9  | −1   | 5   |
| Espagne              | 5  | 2 | 1 | 2 | 7  | 13 | −6   | 5   |
| Inde                 | 5  | 1 | 1 | 3 | 5  | 11 | −6   | 3   |
| Canada               | 5  | 0 | 1 | 4 | 3  | 13 | −10  | 1   |

## Phase finale
|  | Demi-finales         | Demi-finales    |                        |   | Finale          | Finale          |
|  | Demi-finales         | Demi-finales    |                        |   | Finale          | Finale          |
|  |                      |                 |                        |   |                 |                 |
|  | 18 octobre 1986      | 18 octobre 1986 |                        |   | 19 octobre 1986 | 19 octobre 1986 |
|  | 18 octobre 1986      | 18 octobre 1986 |                        |   | 19 octobre 1986 | 19 octobre 1986 |
|  | Angleterre           | 3               |                        |   | 19 octobre 1986 | 19 octobre 1986 |
|  | Angleterre           | 3               |                        |   | 19 octobre 1986 | 19 octobre 1986 |
|  | Allemagne de l'Ouest | 2               |                        |   | 19 octobre 1986 | 19 octobre 1986 |
|  | Allemagne de l'Ouest | 2               | Angleterre             | 1 |                 |                 |
|  | 18 octobre 1986      |                 | Angleterre             | 1 |                 |                 |
|  |                      | Australie       | 2                      |   |                 |                 |
|  | Australie            | Australie       | 2                      | 5 |                 |                 |
|  | Australie            |                 |                        | 5 |                 |                 |
|  | Union soviétique     | 0               |                        |   |                 |                 |
|  | Union soviétique     | 0               | Match pour la 3e place |   |                 |                 |
|  |                      |                 |                        |   |                 |                 |
|  | 19 octobre 1986      |                 |                        |   |                 |                 |
|  |                      |                 |                        |   |                 |                 |
|  | Allemagne de l'Ouest | 3               |                        |   |                 |                 |
|  | Allemagne de l'Ouest | 3               |                        |   |                 |                 |
|  | Union soviétique     | 2               |                        |   |                 |                 |
|  | Union soviétique     | 2               |                        |   |                 |                 |

### Nombre d'équipes par confédération et par tour
| Confédération | Phase de groupes                                                | Demi-finales                           | Finale (dont champion) |
| ------------- | --------------------------------------------------------------- | -------------------------------------- | ---------------------- |
| OHF           | 2 Nouvelle-Zélande Australie                                    | 1 Australie                            | 1(1) Australie         |
| EHF           | 6 Angleterre URSS Pays-Bas Allemagne de l'Ouest Pologne Espagne | 3 Angleterre URSS Allemagne de l'Ouest | 1(0) Angleterre        |
| AHF           | 2 Pakistan Inde                                                 | aucun                                  | aucun                  |
| PAHF          | 2 Argentine Canada                                              | aucun                                  | aucun                  |
| AfHF          | aucun                                                           | aucun                                  | aucun                  |
| Total         | 12                                                              | 4                                      | 2 (1)                  |